# Maevatanana
Maevatanana est une ville du nord-ouest de Madagascar, chef-lieu du district de Maevatanana et de la région Betsiboka.

## Géographie
Maevatanana se situe sur la rive droite de l'Ikopa, au sud de sa confluence avec le Betsiboka. La ville constitue la principale étape de la RN 4, route reliant Antananarivo à Mahajanga.